# Nino Jacusso
Nino Jacusso (* 18. April 1955 in Acquaviva Collecroce, Molise, Mittelitalien) ist ein italienisch-schweizerischer Filmemacher.
Jacusso kam mit fünf Jahren in die Schweiz, wo er die Schule besuchte. Im Jahr 1973 studierte er an der Hochschule für Fernsehen und Film München und schloss diese 1977 mit seinem Film Emigrazione ab. Es folgten Studien- und Lehraufenthalte in Berlin und Rom. Die Fortsetzung des Abschlussfilmes entstand 1980 als Koproduktion mit dem Filmkollektiv Zürich unter dem Titel Ritorno a casa. Jacusso drehte diesen Kino-Dokumentarfilm in seinem Heimatdorf Acquaviva Collecroce (Vodaziva u Cruc), eines von ehemals sieben Dörfern, die vor rund 800 Jahren von Skavonen aus dem südslawischen Raum in Mittelitalien gegründet wurden.
Kurz darauf gründete er mit Franz Rickenbach die Filmproduktionsfirma Odyssee Film in Zürich. Es folgte der im Kino erfolgreiche Spielfilm Klassengeflüster (1982). Nach einer schwierigen Zwischenphase – Franz Rickenbach und Nino Jacusso trennten sich während der Arbeit am Film Die Nacht des Schleusenwartes und führten ihre Filmproduktionsfirma nicht weiter – begann Jacusso bei der Insertfilm AG in Solothurn zu arbeiten. Zunächst war er als freier Mitarbeiter, später in der Geschäftsleitung tätig. Es entstanden die Werke Bellinvitu – die schöne Einladung (1990) in Koproduktion mit dem ZDF und über 100 Filme, sowohl kürzere, als auch längere, im Auftragsverhältnis für Firmen, Institutionen und Organisationen. Für das Fernsehen realisierte er den Dokumentarfilm Dreckige Schweiz – Saubere Schweiz (1996). Für seinen Film Shana – Das Wolfsmädchen (2014) erhielt er beim Deutschen Kinder-Medien-Festival Goldener Spatz 2015 den Preis der Kinderjury für den besten Kino- oder Fernsehfilm, den Sonderpreis der Thüringer Staatskanzlei als Regisseur sowie den Preis des MDR-Rundfunkrates für das beste Drehbuch.
Um eigene Projekte konsequenter realisieren zu können, trat Jacusso im Jahr 1999 aus der Geschäftsleitung der Insertfilm AG aus und arbeitete fortan als unabhängiger Filmautor.

## Filmografie
Literarische Vorlage
- 1986: Zeit der Stille

Regie und Drehbuch
- 1979: Emigration (auch Schnitt)
- 1980: Ritorno a Casa (auch Produktion)
- 1982: Klassengeflüster (auch Schnitt und Produktion)
- 1991: Bellinvitu – Die schöne Einladung (auch Schnitt)
- 1996: Dreckige Schweiz – Saubere Schweiz
- 2001: Escape to Paradise (auch Schnitt)
- 2007: Federica de Cesco: Mein Leben, meine Welten (auch Schnitt)
- 2014: Shana – Das Wolfsmädchen (Shana – The Wolf's Music)
- 2018: Fair Traders